# Provincia di Ica
La provincia di Ica è una provincia del Perù, situata nella regione omonima.

## Geografia antropica

### Suddivisioni amministrative
È divisa in 14 distretti:
- Ica (Ica)
- La Tinguiña
- Los Aquijes
- Ocucaje
- Pachacute
- Parcona
- Pueblo Nuevo
- Salas
- San José de los Molinos
- San Juan Bautista
- Santiago
- Subtanjalla
- Tate
- Yauca del Rosario